# أمير زكريا
خواجة محمد كوجوجي التبريزي، المعروف بلقبه اللاحق أمير زكريا، كان بيروقراطيًا فارسيًا من عائلة كوجوجي، شغل منصب وزير الشاه الصفوي (الملك) إسماعيل الأول (حكم 1501–1524) من 1501 إلى 1507. وهو والد الوزير الأخير للشاه جلال الدين محمد التبريزي.